# Arenysaurus
Arenysaurus là một chi khủng long, được Pereda-Suberbiola Canudo Cruzado-Caballero Barco López-Martínez Oms & Ruíz-Omeñaca mô tả khoa học năm 2009.